# Бонкур (Мёрт и Мозель)
Бонку́р (фр. Boncourt) — коммуна во французском департаменте Мёрт и Мозель, региона Лотарингия. Относится к  кантону Конфлан-ан-Жарнизи.	

## География
Бонкур	расположен в 26 км к западу от Меца и в 60 км к северо-западу от Нанси. Соседние коммуны: Конфлан-ан-Жарнизи на востоке, Фриовиль на юге, Пюкс на западе.

## Демография
Население коммуны на 2010 год составляло 189 человек.
| 1962 | 1968 | 1975 | 1982 | 1990 | 1999 | 2010 |
| ---- | ---- | ---- | ---- | ---- | ---- | ---- |
| 194  | 188  | 141  | 136  | 197  | 194  | 189  |